# 意大利國家奧林匹克委員會
意大利國家奧林匹克委員會（義大利語：Comitato Olimpico Nazionale Italiano）是意大利的國家奧林匹克委員會。

## 历史
該組織成立於1914年，是國際奧林匹克委員會和歐洲奧林匹克委員會的成員。1896年，首次參與在希臘雅典舉行的首屆現代奧運會。
現時，意大利國家奧林匹克委員會的總部設在羅馬，主席是乔万尼·马拉戈。

## 資料來源
1. ↑  .   [2014-06-09]. （原始内容存档于2012-10-12）.